# Port lotniczy Visby
Port lotniczy Visby – port lotniczy położony 5 km na północ od Visby, na wyspie Gotlandia, w Szwecji. Jest jedynym komercyjnym portem lotniczym na wyspie. W 2005 obsłużył 276 tys. pasażerów.

## Linie lotnicze i połączenia
| Linia lotnicza               | Kierunek                                                                                                   |
| ---------------------------- | --- |
| Braathens Regional Airlines  | 1. Göteborg 2. Malmö 3. Sztokholm-Bromma Sezonowo: 1. Aarhus 2. Ängelholm 3. Norrköping 4. Oslo-Gardermoen |
| Finnair                      | Sezonowo: 1. Helsinki                                                                                      |
| Norwegian Air Shuttle        | Sezonowo: 1. Sztokholm-Arlanda                                                                             |
| Ryanair                      | Sezonowo: 1. Sztokholm-Arlanda                                                                             |
| Scandinavian Airlines System | 1. Sztokholm-Arlanda                                                                                       |